# Vaginite atrófica
Vaginite atrófica ou síndrome geniturinária da menopausa é uma inflamação da vagina resultante da atrofia dos tecidos causada por insuficiência de  estrogénio. Os sintomas mais comuns são dor durante as relações sexuais, prurido ou secura vaginal, vontade frequente de urinar e sensação de ardor ao urinar. A condição geralmente não desaparece sem tratamento. Entre as possíveis complicações estão infeções do trato urinário.
Na maior parte dos casos, a insuficiência de estrogénio é resultado da menopausa. Entre outras possíveis causas de insuficiência de estrogénio estão a amamentação ou determinados medicamentos. Entre os fatores de risco está o tabagismo. O diagnóstico é geralmente baseado nos sintomas.
O tratamento é geralmente feito com a aplicação na vagina de pomadas de estrogénio. Entre outras medidas de alívio está o uso de lubrificantes vaginais. Recomenda-se que se evite o uso de sabonetes ou outros irritantes. A condição afeta cerca de metade das mulheres após a menopausa. No entanto, uma grande percentagem não procura tratamento. Grande parte das mulheres afetadas relata diminuição do prazer sexual e da vida em geral.